# Cetatea Moldovenești

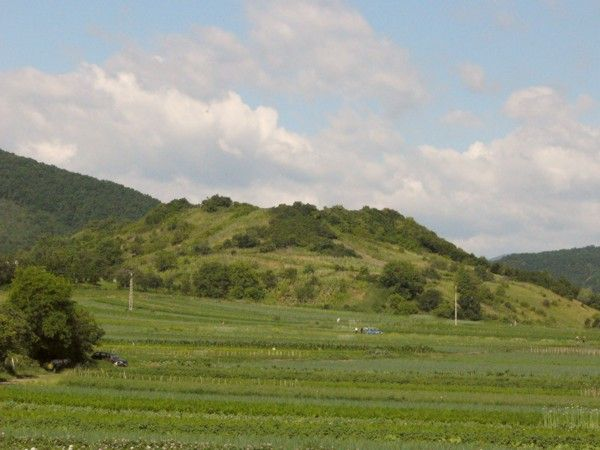
Situl arheologic din punctul “Dealul Cetății”

Cetatea din comuna Moldovenești, județul Cluj (cunoscută și sub numele impropriu de „Cetatea Turzii”) este una din cele mai vechi amenajări fortificate din Transilvania medievală (secolele XI-XIII). 

## Istoric
Cetatea e amintită (indirect) într-un document din anul 1075. În prima ei formă era constituită dintr-un val de pământ înconjurat de un șanț, ulterior (în secolul al XII-lea) a fost întărită cu ziduri de piatră. A fost definitiv abandonată în partea a doua a secolului al XIII-lea. Puținele rămășițe ale fortăreței (cu dimensiunea de 190 x 100 m) se mai pot vedea și azi (“Dealul Cetății”). Pe partea de sud se vede un șanț, care ar fi fost intrarea în cetate.